# Charles Albert (Kletterer)
Charles Albert (* 10. September 1997) ist ein französischer Kletterer und Boulderer. Er ist für seine Barfuß-Klettereien in hohen Schwierigkeitsgraden und deswegen auch unter dem Namen «Barefoot Charles» (etwa: «Barfuß Charles») bekannt.

## Karriere
Charles Albert klettert hauptsächlich im Bouldergebiet Fontainebleau. Er ist bekannt für seinen minimalistischen Stil, das heißt, er klettert ohne die traditionelle Boulderausrüstung: Er verwendet keine Kletterschuhe und oft keine Bouldermatten.
2016 wiederholte er im Alter von 19 Jahren barfuß den Boulder L'Alchimiste (8B+). Im selben Jahr beging er La Révolutionnaire assis (8C+) und Le pied à coulisse (8B+). Im Januar 2017 gelang ihm die Begehung von Délire Onirique Assistenten (8C).
Im Januar 2019 führte er – barfuß – die Erstbegehung von No Kapote Only in Fontainebleau durch, für die er die Bewertung 9A vorschlug. Bis zu diesem Zeitpunkt hatte nur Nalle Hukkataival eine solche Bewertung für Burden of Dreams vorgeschlagen, die schließlich im April 2023 von Will Bosi bestätigt worden ist. Die Bewertung von No Kapote Only wurde im Gegensatz dazu angefochten, zunächst vom ersten Wiederholer der Route, Ryohei Kameyama, der im März 2019 den Grad 8C+/9A vorschlug und dann 2020 von Nicolas Pelorson, der nur 8C vorschlug. Beide Wiederholer kletterten den Boulder jedoch mit Ausrüstung.
Mit Harder Better Faster kletterte er im August 2020 einen weiteren mit 8C+ bewerteten Boulder.
Im November 2023 kletterte Charles Albert einen weiteren Boulder, für den er den Grad 9A vorschlug: L’Ombre du voyageur in der Nähe von Genf. Der Boulder besteht aus einem zehn Meter langen Dachriss, den er wiederum barfuß kletterte. Im Juli 2025 wurde dieser von Pietro Vidi wiederholt, und mit 8b+/V14 deutlich niedriger bewertet. Vidi betonte hierbei jedoch, dass seine Begehung nicht mit der von Albert vergleichbar sei, da Vidi neben Kletterschuhen auch Kneepads und Handschuhe verwendet hatte.

## Erfolge (Auswahl)
Alle Boulder kletterte Charles Albert barfuß:

### 9A (V17)
- L’Ombre du voyageur – Nahe Genf, Schweiz – November 2023 – Erstbegehung eines etwa zehn Meter langen Dachrisses, von Pietro Vidi (2025) mit 8b+ (V14) bewertet.[2][10]

### 8C+ (V16)
- La Révolutionnaire Assis – Fontainebleau, Frankreich – Dezember 2016 – Erstbegehung; Grad bestätigt von Ryohei Kameyama (2021) und Simon Lorenzi (2022).[13]
- Harder Better Faster – in Fionnay, Schweiz – August 2020 – Erstbegehung einer abgeänderten Version des 8C-Boulders Foundation's Edge von Dave Graham (2013).[9]

### 8C (V15)
- Délire Onirique Assistent – Fontainebleau, Frankreich – Januar 2017 – Erstbegehung; Grad bestätigt durch Nicolas Perlorson (2021).[5]
- No Kapote Only – Fontainebleau, Frankreich – Januar 2019 – Erstbegehung, ursprünglich mit 9A bewertet, von Ryohei Kameyama aber mit 8C+/9A (2019) und von Nicolas Pelorson mit 8C (2020) bewertet.[8]

### 8B+ (V14)
- L'Alchimiste (Originalversion, nach links) – Fontainebleau, Frankreich – Januar 2016.[3]
- Le pied à coulisse – Fontainebleau, Frankreich – Februar 2016.[4]